# Mai 68 au Sénégal
Parallèlement à de nombreux pays dans le monde, la période contestataire qui se cristallise en mai 1968 au Sénégal est marquée par une série de manifestations étudiantes et de grèves syndicales. Elle apparaît comme la convulsion majeure du gouvernement de Léopold Sédar Senghor. 

## Déroulement des événements
La crise commence à l'Université de Dakar à la suite de la protestation des étudiants contre la réduction des bourses, avec un premier appel de l'Union des étudiants sénégalais (UDES) lancé le 18 mars et le début d'une grève de protestation le 18 mai. Le 24 mai, une assemblée générale de ce syndicat d'étudiant vote le début d'une grève générale et illimitée à partir du 27 mai, en appelant à une alliance avec l'Union nationale des travailleurs sénégalais (UNTS). Les revendications s'étendent à la dénonciation du régime, de l'impérialisme français, caractérisé par son ingérence dans la vie politique et son poids dans l'économie, du chômage et de l'inadaptation du système scolaire. Cet appel à la solidarité avec le monde ouvrier est cependant plus symbolique qu'en France, dans un pays où le salariat et le syndicat renvoient à des situations privilégiées par rapport à la majorité de la population. 
La contestation gagne l'ensemble des établissements scolaires de la région du Cap-Vert et des bâtiments institutionnels ou des résidences abritant des hommes proches du pouvoir sont attaquées. Le 29 mai, les groupes mobiles d'intervention forcent l'occupation de l'université dakaroise, ce qui entraîne la mort d'un étudiant répondant au nom de Salomon Khoury ; ainsi que 69 blessés dont 42 étudiants. Des étudiants sont arrêtés et certains expulsés vers leurs pays d'origine. La répression accroît le soutien de la population aux manifestants et l'UNTS lance le mot d'ordre de grève générale. Sur les conseils du général Jean Alfred Diallo, Senghor décide de réquisitionner l'armée et obtient le soutien des forces militaires françaises en vertu des accords de défense. La grève gagne l'ensemble des régions, cependant de manière inégale, et gagne le prolétariat urbain non syndiqué.  Le 31 mai, l'armée pénètre le quartier de la Médina et arrête 200 personnes, dont les dirigeants syndicaux. Une manifestation de plus de 4 000 personnes, organisée le même jour, est réprimée. 
Senghor décide cependant d'ouvrir les négociations et les grévistes obtiennent globalement satisfaction. Le 13 juin est décidée une hausse du salaire et durant le courant de l'été, le gouvernement accorde la revalorisation des bourses étudiantes, la construction d'un campus et surtout la réforme du système universitaire.